# Faro (Yukon)
Faro é uma vila localizada no território canadense de Yukon, antigamente chamada de "Faro Mine", a maior mina de chumbo e zinco a céu aberto do mundo, bem como uma importante produtora de prata e outros empreendimentos de recursos naturais. A mina foi construída pela Empresa Construtora Ralph M. Parsons dos Estados Unidos, sendo a empresa General Enterprises Ltd. de Whitehorse a principal subcontratada. Em junho de 2007 a população era de 400 habitantes, consideravelmente mais baixa do que seu pico de 2100 residentes em fevereiro de 1982.
Como estas indústrias tiveram declinado durante as últimas décadas, Faro está tentando atrair os eco-turistas para a região, para verem tais animais quase exclusivos da área circundante. Várias plataformas de observação foram construídas dentro e ao redor da cidade.
Uma característica única de Faro é que ela tem um campo de golfe correndo pela parte principal da cidade. Os moradores também são convidados para observações frequentes de vida selvagem.
Lorne Greene, famoso por seu trabalho na série Bonanza, uma vez narrou um filme sobre Faro chamado A New World no Yukon.